# Парк имени Тараса Шевченко (Ровно)
Ровенский парк культуры и отдыха имени Тараса Шевченко — парк-памятник садово-паркового искусства общегосударственного значения в Украине. Расположен в центре города Ровно.

## История
В конце XVIII ст. в фольварке Любомирских «Горка» был основан сад-парк. В октябре 1939 года после установления в Ровно советской власти было принято решение о создании на территории бывшего поместья «Горка» городского парка культуры и отдыха. Имя Тараса Шевченко парк получил в 1940 году в честь 125-летия со Дня рождения поэта. Весной 1941 года в связи с 80-летием со дня смерти Тараса Шевченко в парке был установлен первый памятник Великому Кобзарю. В 1947 г. площадь парка увеличилась до 11 гектаров, а в начале 1950-х гг. парк ещё значительно расширил свою территорию.
Из развлечений в начале 1960-х на территории парка действовали планетарий, стрелковый тир, комната смеха, читальный и телевизионный зал, танцевальная площадка, летний театр и ресторан. В эти же годы были проведены мероприятия по благоустройству территории центрального городского парка. Его границы были расширены до современных. По документам городского исполнительного комитета, в 1966 году площадь парка составляла 33 гектара.
В 1977—1984 гг. проводилась реконструкция парка, в результате чего он пополнился новыми видами. Был создан каскад бассейнов с фонтанами, окруженными ивами. Весной 2000 года было посажено 670 деревьев (ели, сосны, туи, березы, липы, клены) и 50 кустов. По состоянию на 2016 год парк занимает 32 га и имеет 5 зон: тихий отдых, активный отдых, зрелищные сооружения, спортивный и детский сектор.

## Флора
Всего в парке насчитывается около 5540 деревьев и 14200 кустов. К началу 2010-х годов возраст отдельных деревьев достигал 150—200 лет. Здесь насчитывается 160 видов деревьев и кустарников, многие из которых экзоты — северо-американские (ель Энгельмана, сосна Веймутова, катальпа бегнониевидная, клен, дуб красный), дальневосточные (оксамит амурский), южно-европейские (форзиция европейская, каштан), виды из Китая, Японии, Средней Азии (биота восточная, магнолия Суланжа, айлант высокий, айва японская).

## Проект «Таинственные подземелья Ровно»
Работа над проектом «Таинственные подземелья Ровно» в парке Шевченко длится три года. Его реализация зависела от средств и бюджета города.
В 2017 году на реализацию проекта, объединяющего историю родного города и современные увлечения людей, городское управление культуры выиграло грант от Евросоюза в сумме 443 тысячи евро, это 90 % от его общей стоимости. Ещё 10 % — а это полтора миллиона гривен — средства городского бюджета. Главной целью является создание условий, обеспечивающих доступ к историческому и культурному наследию и повышению туристической привлекательности города. С этой целью начинается модернизация подземелий с целью превращения их в интерактивный музей "Квест комната «Тайна Ровно». Фундаменты древних стен накроют археологическим окном со встроенной системой свето-звукового шоу. Таким образом, ровенчане и гости города будут наблюдать за древней археологией, которая будет переливаться разными цветами под звуки музыки. Комплекс будет инклюзивным. Его обустроят пандусами для людей с инвалидностью.
Консервационные и реставрационные работы начались под руководством главного архитектора Артема Прощенко. Исследуя подземелья, специалисты наткнулись на необычный для настоящего строительный материал. По словам технолога-реставратора компании «Укрпроектреставрация» — Юлии Стриленко — лабораторно доказано, что в строительном материале, найденном в ровенском подземелье, есть наличие применения лёссовидных суглинков, что было характерно для начала развития каменного.